# In Your House 2: The Lumberjacks
In Your House 2: The Lumberjacks è stato il secondo evento annuale della serie In Your House prodotto dalla World Wrestling Federation. L'evento si svolse il 23 luglio 1995 al Nashville Municipal Auditorium di Nashville, Tennessee.

## Risultati
| #    | Risultati | Stipulazioni                                          | Durata |
| ---- | --- | ----------------------------------------------------- | ------ |
| Dark | Skip (con Sunny) ha sconfitto Aldo Montoya                                                                                 | Single match                                          | 04:00  |
| 1    | The Roadie ha sconfitto The 1-2-3 Kid                                                                                      | Single match                                          | 07:26  |
| 2    | Men on a Mission (King Mabel e Sir Mo) hanno sconfitto Razor Ramon e Savio Vega                                            | Tag team match                                        | 10:09  |
| 3    | Bam Bam Bigelow ha sconfitto Henry O. Godwinn                                                                              | Single match                                          | 05:33  |
| 4    | Shawn Michaels ha sconfitto Jeff Jarrett (c) (con The Roadie)                                                              | Single match per il WWF Intercontinental Championship | 20:01  |
| 5    | Owen Hart e Yokozuna (c) (con Jim Cornette e Mr. Fuji) hanno sconfitto The Allied Powers (Lex Luger e The British Bulldog) | Tag team match per i WWF Tag Team Championship        | 10:54  |
| 6    | Diesel (c) ha sconfitto Sycho Sid (con Ted DiBiase)                                                                        | Lumberjack match per il WWF Championship              | 10:06  |
| Dark | Bret Hart ha sconfitto Jean-Pierre Lafitte                                                                                 | Single match                                          | 13:26  |
| Dark | The Undertaker (con Paul Bearer) ha sconfitto Kama (con Ted DiBiase)                                                       | Casket match                                          | 14:50  |